# Leielui
Leielui, pubblicato da Bompiani nel 2010, è il sedicesimo romanzo di Andrea De Carlo.

## Trama
Il romanzo racconta dell'incontro-scontro tra Clare Moletto, americana che vive in Italia e lavora per il call-center di una compagnia di assicurazioni, e Daniel Deserti, romanziere famoso ma in crisi creativa. La storia si svolge tutta nel corso di un'estate caldissima. Guidando sotto una pioggia torrenziale la sua vecchia Jaguar XJS, ubriaco di vodka e stravolto dall'insoddisfazione, Daniel tampona violentemente la macchina in cui Clare si trova insieme al suo fidanzato Stefano. L'americana soccorre lo scrittore, che perde sangue dalla testa e sembra in stato confusionale, e convince Stefano a portarlo al pronto soccorso. Rimessosi in qualche modo in sesto, Deserti va dal proprio editore, ma lo trova in compagnia di Pino Noce, uno "stupido di successo", i cui libri sono diventati bestseller grazie alla sua notorietà televisiva. L'incontro accentua l'atteggiamento nichilista del romanziere, e gli fa pensare di essere ormai irrimediabilmente fuori dai tempi. Giorni dopo, Clare va a trovarlo per capire come intende comportarsi rispetto ai danni causati nell'incidente. I due si incontrano sotto casa di Deserti, e la conversazione che ne segue è tutt'altro che amichevole. Nel frattempo Stefano, giovane avvocato milanese affascinato dalla vivacità di Clare ma desideroso di "normalizzarla", comincia a compiere passi nei suoi confronti, proponendole di andare a vivere con lui. Clare, che anni prima aveva rinunciato al suo lavoro sulla costa ligure per stargli vicino, non riesce ad accogliere la proposta con entusiasmo. Il loro rapporto ha perso slancio, la presenza della madre di Stefano è sempre più oppressiva, l'idea di una vita comune e di un possibile matrimonio la riempie di angoscia. Per prendere un po' di respiro, approfitta di due giorni di vacanza dal call-center in cui lavora, e dopo aver raccontato una scusa a Stefano, va in Liguria, dove ha una piccola casa lasciatale in eredità dal padre. Sul treno trova una copia di un libro di Daniel Deserti, e lo legge durante il viaggio e poi nel giardino di casa. D'impulso, chiama Daniel Deserti per comunicargli le sue impressioni. Lui, sentendo minacciata la sua privacy, reagisce male, poi però la richiama. A questo punto Clare è seccata, e chiude la comunicazione. Il giorno dopo, quando sta preparandosi per tornare a Milano, vedere però un uomo salire per la stradina che conduce a casa. È Daniel Deserti, che porta con sé una bottiglia di champagne. La prima reazione di Clare è quella di scappare, ma non lo fa. Tra i due nasce una conversazione, che continua più tardi al mare e va avanti nel corso della notte. Il rapporto che ne nasce è tutt'altro che facile, dati i caratteri di Daniel e Clare, entrambi convinti di non potersi (o volersi) più innamorare di nessuno. A complicare le cose, Stefano si spinge ancora più avanti con le sue proposte, e porta Clare a visitare un appartamento che intende comprare per andare a viverci insieme a lei. Clare è sempre più combattuta, non sa cosa fare. A questo punto Daniel la invita ad accompagnarlo in un paesino nel sud della Francia, dove un tempo viveva, e dove deve ritirare dei libri rimasti nella casa della sua seconda ex-moglie. Clare esita, poi decide di accettare. I due partono per la Francia, nella Jaguar di Deserti rimessa a posto in qualche modo.

## Struttura
La vicenda è narrata a capitoli alterni dal punto di vista di "lei" e "lui", Clare Moletto e Daniel Deserti. L'autore sviluppa in questo romanzo l'esperimento narrativo delle prospettive molteplici iniziato con Giro di vento e poi continuato ed esteso con Villa Metaphora. Eventi e situazioni sono percepiti e raccontati da due personaggi diversi tra loro per sesso, cultura, spirito, atteggiamento. La discordanza tra le ragioni dei due protagonisti produce una tensione psicologica che attraversa tutto il romanzo, in una successione di incomprensioni e attrazioni che riflette il contraddittorio rapporto tra uomini e donne.

## Personaggi
- Clare Moletto: americana, vive da tempo in Italia
- Daniel Deserti: romanziere, autore del bestseller internazionale Lo sguardo della lepre
- Will Deserti: figlio adolescente di Daniel
- Jenny Deserti: figlia adolescente di Daniel
- Stefano Panbianco: avvocato milanese, fidanzato di Clare
- Lorella Panbianco: madre di Stefano, ex preside di liceo
- Armando Zattola: presidente della Zattola, editore di Deserti
- Pino Noce: entertainer radio-televisivo, e autore di romanzi di grande successo commerciale

## Critica
"Ritroviamo in Leielui il miglior De Carlo, convincente nel plastico gioco alternato delle contraddittorie emozioni. Uno studio di carattere che colpisce, cesellato con grande bravura." Giovanni Pacchiano, Il Sole 24 Ore
"Una storia di voci interiori, un turbinare di pensieri, emozioni e sentimenti. Alla fine, si ride liberati. Contenti come bambini che hanno ritrovato un giocattolo. Andrea De Carlo stupisce così." Cinzia Fiori, Corriere della Sera
"Un'indagine perfetta sul corto circuito inevitabile tra maschi e femmine, in uno slalom gigante di aspettative esagerate e di fraintendimenti inevitabili." Alessandra Appiano, Donna Moderna